# Nomada hoodiana
Nomada hoodiana är en biart som beskrevs av Cockerell 1903. Nomada hoodiana ingår i släktet gökbin, och familjen långtungebin. Inga underarter finns listade i Catalogue of Life.